# Stor-Krokvattnet, Norrbotten
Stor-Krokvattnet är en sjö i Luleå kommun och Piteå kommun i Norrbotten och ingår i Rosåns huvudavrinningsområde. Sjön har en area på 0,598 kvadratkilometer och ligger 62 meter över havet. Sjön avvattnas av vattendraget Hällträskbäcken (Rosån).

## Delavrinningsområde
Stor-Krokvattnet ingår i det delavrinningsområde (728939-175751) som SMHI kallar för Mynnar i Rosån. Medelhöjden är 114 meter över havet och ytan är 18,39 kvadratkilometer. Det finns inga avrinningsområden uppströms utan avrinningsområdet är högsta punkten. Hällträskbäcken som avvattnar avrinningsområdet har biflödesordning 2, vilket innebär att vattnet flödar genom totalt 2 vattendrag innan det når havet efter 31 kilometer. Avrinningsområdet består mestadels av skog (86 procent). Avrinningsområdet har 0,94 kvadratkilometer vattenytor vilket ger det en sjöprocent på 5,1 procent.